# Socialist Party of Great Britain
De Socialist Party of Great Britain (De socialistische Partij van Groot-Brittannië) (SPGB) is een politieke partij met socialistische inslag in het Verenigd Koninkrijk. Het is een revolutionaire Marxistische partij die tegen hervormingen is.
De Socialistische Partij van Groot-Brittannië is geïnspireerd op de impossiblist tendens in de socialistische beweging in Canada en werd opgericht na de verwijdering van enkele leden uit de Sociale Democratische Federatie (SDF) in het VK door Henry Hyndman.

## Geschiedenis

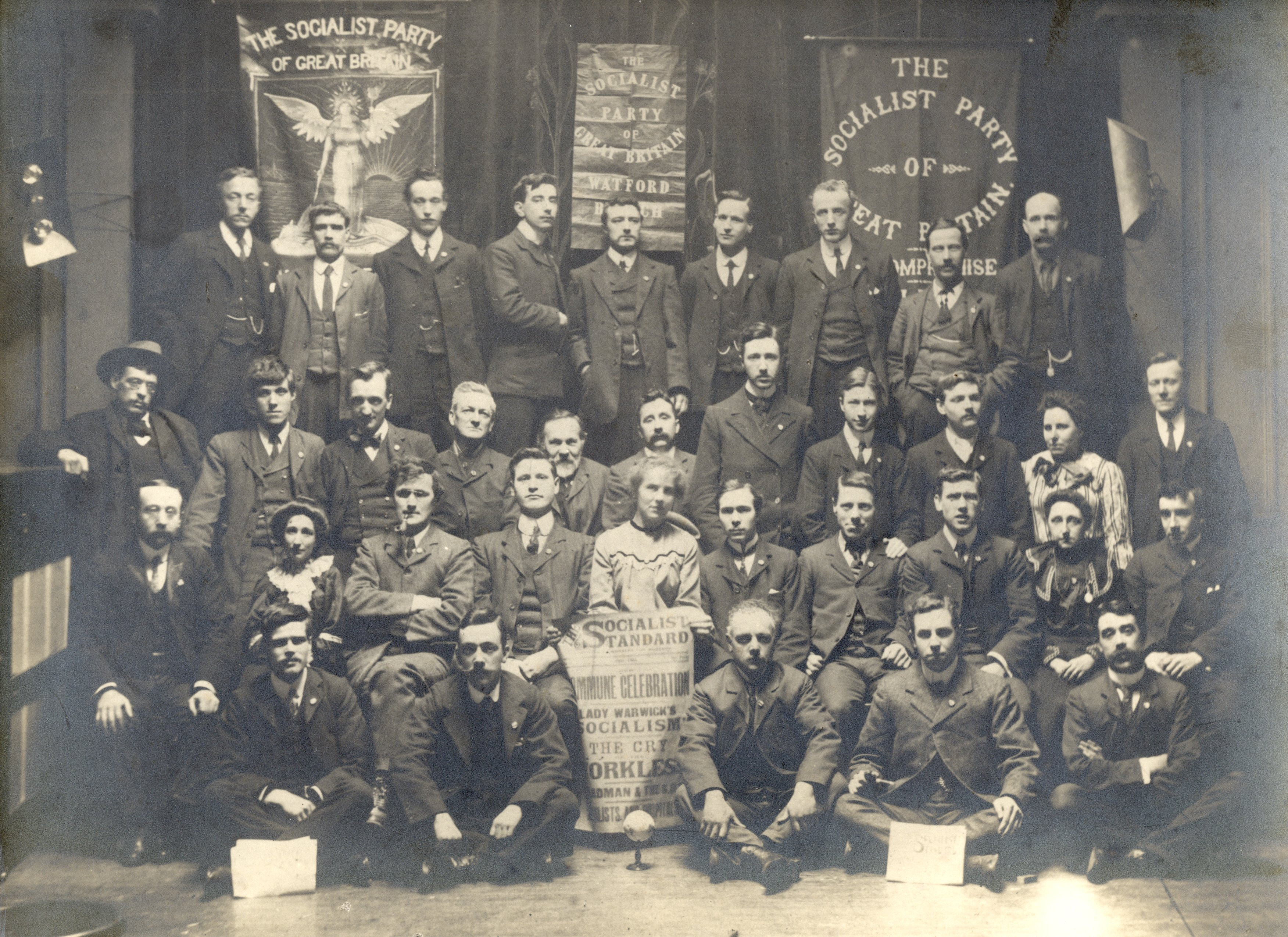
SPGB 1905

Op 12 juni 1904 werd de Socialistische Partij van Groot-Brittannië opgericht, waardoor het de oudst nog steeds actieve socialistische partij in het Verenigd Koninkrijk is. Jack Fitzgerald was een lid van het SDF en werd geroyeerd wegens het onderwijzen van Marxistische economische theorieën, waarna hij een prominent lid werd onder de oprichters van de SPGB.
Het huidige doel is hetzelfde zoals opgesteld door de oprichters. Namelijk ‘de oprichting van een maatschappelijk systeem dat gestoeld is op gemeenschappelijk bezit en de democratische controle over de middelen en instrumenten voor de productie en distributie van welvaart in het belang van de gemeenschap als geheel.’
Op 1 september 1904 werd de eerste uitgave van de partijkrant de Socialist Standard uitgebracht en sindsdien zijn er zonder onderbreking elke maand nieuwe uitgaven verschenen. In 1904 verliet de partij de Tweede Internationale vanwege haar reformisme.
Vroege pamfletten waren onder andere ‘Socialism and Religion’ en heruitgaven van ‘Art, labour and socialism’ door William Morris en vertalingen van ‘From Handicraft to Capitalism’, ‘The Capitalist class’ en The Working class’ door Karl Kautsky. Ook debatten werden gepubliceerd zoals die van Jack Fitzgerald (‘Should the Working Class support the Liberal Party?’ in 1991), tegen de Labour Partij (‘Govan Workers Open Forum’ 1931) en die van Edgar Hardcastle tegen de ‘Federal Union’ (‘Should Socialists Support Federal Union?’ in 1940).
In de Eerste Wereldoorlog verbood de Home Office om de Socialist Standard te exporteren, daarbij zich beroepend op reguleringen 27 en 57. Hoewel de Socialistische Partij tegen de revolutionaire voorhoede was, waaronder het Leninisme, was het wel de enige die in Engeland een artikel van de Bolsjewieken uit 1915 publiceerde, waarin werd opgeroepen om een einde te maken aan de oorlog. De Socialistische Partij is sinds haar oprichting tegen elke oorlog geweest.
In 1937 verklaarde Sir William Bodkin dat de “Socialist Standard” de ‘grootste autoriteit is aangaande de Socialistische wereld in het Britse Rijk’.
Tijdens de Tweede Wereldoorlog vermeden veel leden oproepen voor militaire dienst door als bewust gewetensbezwaarden naar buiten te treden, maar de oppositie tegen de oorlog door de Socialist Standard werd zwaar gecensureerd.

### Naoorlogs
In 1945 deed de SPGB voor het eerst mee in de landelijke verkiezingen met kandidaat Clifford Groves en na de Tweede Wereldoorlog verhuisde de partij naar het huidige hoofdkantoor op Clapham High Street. De partij heeft nooit campagne gevoerd voor verandering maar heeft altijd geprobeerd om gekozen te worden middels een manifest dat oproept tot socialisme.
Tijdens de Jaren 50 publiceerde de SPGB het ‘Forum Journal’ voor debatten tussen leden onderling, wat tot het vertrek van partijspreker Tony Turner leidde.
In 1969 publiceerde de SPGB de eenmalige, meertalige uitgave ‘World Socialism 69’.
In 1975 heeft een lid de onofficiële geschiedenis van de partij gepubliceerd (The Monument door Robert Barltrop). Edgar Hardcastle ging in debat met conservatieve voorman Sir Keith Joseph in 1975 en de Socialist Standard interviewde Labour prominent Tony Benn in 1980.
In 1991 verlieten enkele bekende leden de partij, zoals Edgar Hardcastle, die in de Londense afdeling zat die werd opgeheven. Veel van die leden vormden ‘Socialistische Studies’ die een elk kwartaal een uitgave met dezelfde naam publiceerden.

## 21e eeuw
In 2004 publiceerde de SPGB ‘Socialism or your Money Back’ en boek met artikelen uit de geschiedenis van de Socialist Standard. De juni 2004 uitgave van de Socialist Standard was een speciale waarin het honderdjarige bestaan van de partij herdacht werd en waarin de geschiedenis van de partij werd beschreven.
In 2014 deed de SPGB mee aan de verkiezingen voor het Europese parlement en kwamen ze voor het eerst op de TV bij de BBC. In 2015 ging de partijkandidaat voor verkiezingen in Hustings in debat met Jeremy Corbyn. In 2016 werd bekend dat Bernie Sanders een abonnement had op de Socialist Standard.